# Велюнски окръг
 Велюнски окръг (на полски: Powiat wieluński) е окръг в Централна Полша, Лодзко войводство. Заема площ от 926,48 км2. Административен център е град Велюн.

## География
Окръгът се намира в историческата област Велюнска земя. Разположен е в югозападната част на войводството.

## Население
Населението на окръга възлиза на 78 120 души (2012 г.). Гъстотата е 84 души/км2.

## Административно деление
Административно окръгът е разделен на 10 общини.
Градско-селска община:
- Община Велюн

Селски общини:
- Община Бяла
- Община Вежхляс
- Община Конопница
- Община Мокърско
- Община Осяков
- Община Островек
- Община Понтнов
- Община Скомлин
- Община Чарножили

## Фотогалерия
- Велюн
- Бяла
- Осяков